# Mario Ielpo
Mario Ielpo (* 8. června 1963, Řím, Itálie) je bývalý italský fotbalista hrající na postu brankáře. Vystudoval práva a vykonával povolání advokáta v Miláně. Je velký fanoušek tenisu a v červnu v roce 2010 se zúčastnil Challengeru v Miláně ve čtyřhře, ale byl vyřazen v prvním kole.

## Úspěchy

### Klubové
- 2× vítěz italské ligy (1993/94, 1995/96)
- 2× vítěz italského superpoháru (1993, 1994)
- 1× vítěz Ligy mistrů (1993/94)
- 1× vítěz evropského superpoháru (1994)